# Багірова Лала Гамлетівна
Ла́ла Га́млетівна Багі́рова (*13 червня 1988, Харків) — українська поетеса, прозаїк, драматург, засновниця та акторка театру 'homo ludens'. Член НСПУ з 2005 року.
Народилася 13 червня 1988 р. в м. Харкові.
Закінчила Харківський національний університет ім. В. Н. Каразіна. З 2010 по 2013 продовжувала навчання в аспірантурі цього університету на кафедрі теорії культури і філософії науки філософського факультету під керівництвом професора І. А . Жеребкіної.
Авторка збірки поезій «N-гармонія», «Танці на попелищі».
Очолює Молодіжну громадську організацію "Мистецьке об'єднання «Людина, що грає».